# 立陶宛臨時首都

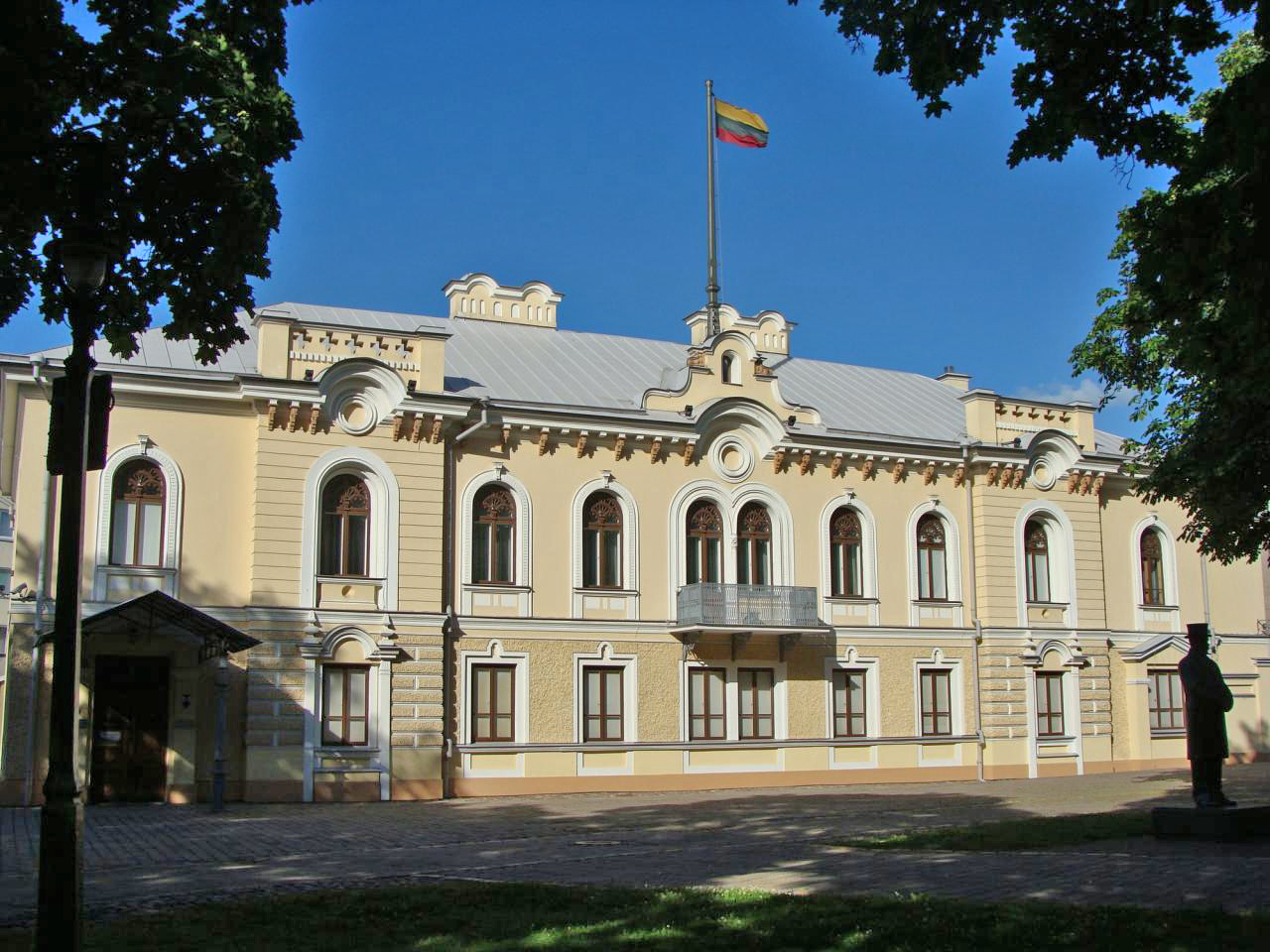
位于考纳斯的总统府。

立陶宛临时首都是立陶宛的城市考纳斯在战间期的名称。它与当时宣称的正式首都维尔纽斯形成对比，该城市从1920年至1939年一直属于波兰第二共和国。目前，虽然该词已经过时，但其经常被用作考纳斯的昵称。
2023年9月18日，考纳斯的现代主义建筑正式被联合国教科文组织确认为世界遗产，这些现代建筑大多数是在考纳斯作为临时首都经历快速化城市时期而建造的。